# Refraktion
 Der er for få eller ingen kildehenvisninger i denne artikel, hvilket er et problem. Du kan hjælpe ved at angive troværdige kilder til de påstande, som fremføres i artiklen.

Bølgefænomener (f.eks. lyd- eller lys-bølger) bevæger sig med en hastighed der afhænger af det medium, bølgerne færdes i. Bevæger en plan bølge sig fra et område med én udbredelseshastighed til et andet område med en anden udbredelseshastighed, ændres bølgens udbredelsesretning som følge af et fænomen der kaldes refraktion eller brydning.
Lysets brydning i glas, vand og andre gennemsigtige stoffer er et eksempel på refraktion: Fordi lyset bevæger sig godt 30 % langsommere i glas end i den omgivende luft, tvinges det til at ændre retning når det rammer grænsefladen mellem glas og luft.

## Refraktion i en grænseflade
Til højre er vist situationen omkring en skarp grænseflade (vandret sort streg) mellem to regioner (gul og blå) med hver sin udbredelseshastighed for nogle plane bølger (striber i baggrundsmønsteret), som ankommer i en vis vinkel θ1 i forhold til normalretningen (lodret stiplet linje). På den anden side af grænsen bevarer bølgerne deres frekvens, men da udbredelseshastigheden er mindsket, bliver bølgernes længde tilsvarende mindre. For at få bølgetoppe og -dale til at passe sammen i grænsefladen, må bølgerne ændre retning, så de forlader denne i en ny vinkel θ2.

Kender man det såkaldte brydningsindeks på hver sin side af grænsefladen, kan der beregnes fra θ1 og til θ2 - eller omvendt.

## Refraktion i gradienter
I andre situationer sker ændringen i bølgernes udbredelseshastighed ikke skarpt hen over en veldefineret grænseflade, men gradvist gennem en vis "tykkelse" af det medie bølgerne bevæger sig i. I disse situationer afbøjes bølgernes bevægelsesretning gradvist, så bølgefronten følger en krum kurve. Eksempler på dette er: 
- Jordens undergrund, hvor varierende tryk og tætheder giver anledning til forskellige udbredelseshastigheder for jordskælvsbølger i forskellige dybder.
- Lydbølger i havet, hvis udbredelseshastighed bl.a. afhænger af vandtemperaturen.
- Lysbølger gennem luft med varierende temperatur: De såkaldte "luftspejlinger" skyldes lysbølger der afbøjes af luft med stærkt varierende temperatur, og deraf varierende brydningsindeks.

## Intern refleksion
Hvis bølgerne bevæger sig fra et område med lav udbredelseshastighed til et område med større udbredelseshastighed, vil der være en vis grænsevinkel, den såkaldte kritiske vinkel: Bliver θ1 større end denne vinkel (sin-1n, hvor n er brydningsindekset over grænsefladen), afbøjes bølgerne ikke ved refraktion, men kastes derimod tilbage ved det der kaldes for intern refleksion. I denne situation fungerer grænsefladen som et "spejl", som sender bølgerne tilbage ind i de medie de kom fra. Dette fænomen betegnes også for totalreflektion, og bliver bl.a. anvendt i lysledere.

## Intern henvisning
- Refraktiv kirurgi
- Øjet
- Optisk prisme
- Optisk linse
- Brydningsindeks

## Ekstern henvisning
- java